# 宮本ゆみ子
宮本 ゆみ子（みやもと ゆみこ、旧・斎藤 友美子（さいとう ゆみこ）、8月24日 - ）は、静岡県浜松市出身のビジネス書作家、フリーアナウンサーである。

## 人物・来歴
- 静岡県立浜松北高等学校[1]、大阪大学人間科学部卒業[2]。元FM石川のアナウンサー。
- 退局後フリーとなり、K-MIXのパーソナリティ、ZIP-FMのリポーターなどを担当。
- 2003年、FMぐんま「ソコヂカラシャベリスト」第1回グランプリ受賞。
- 「site9-11」（FMぐんま）のパーソナリティ、FC東京サッカー中継（調布FM）のピッチリポーターなどで活動。
- 「ぴあ」「東京ウォーカー」「WHAT's IN?」、ザテレビジョンなどでミュージシャンのインタビュー記事を執筆していた。
- 2009年頃より大手人材育成会社で新入社員研修に携わる
- 立命館大学、国際基督教大学、日大藝術学部、星薬科大学等で就活対策の講座を担当　武蔵野大学情報科目講師
- 東京工業大学研究員
- 2019年『最新ビジネスマナーと　今さら聞けない仕事の超基本』出版（朝日新聞出版）2024年1月時点で16刷8万1000部
- 2022年『がんばらない敬語』出版（日本経済新聞出版）

## 出演
- FM石川
  - アドレナリン・レディオ
  - ミュージック・ブランニュー
  - トワイライト・クロスライン
- K-MIX
  - K-MIX PRITTY HEART（1995年4月-1997年3月・月曜-木曜）
  - テレホンボード150リクエスツ
- サンデーナビゲーション - リポーター（FM Haro!）
- DRIVING WITH THE WIND - リポーター（ZIP-FM、WEEKEND BREEZE内コーナー）
- 合格いっぽん道（ラジオたんぱ）
- FMぐんま
  - site9-11[3]
  - Belle Epoque
  - ザスパ草津実況生中継 ピッチリポーター
- 調布FM
  - FC東京サッカー中継 - ピッチリポーター
  - 土曜はスマイル
  - MIZUNOフットサルライフ
  - たまには日曜日
  - 木島平四季のたより
- FM世田谷
  - 情報アナウンサー（火曜）[4]
  - Setagaya Goes On ～土曜はおでかけ～[5] - リポーター
  - 語り継ぐ世田谷のお話
  - サタデーEプレイス - リポーター
- FMおだわら
  - 羽田徹のキキミミ図書館
- レインボータウンFM
  - Ole!FC東京CROSS
- NHKホール - 場内アナウンス